# أغابي (قناة)
قناة أغابي هي أول قناة أورثوذكسية قبطية بدأ بثها رسميًا في 14 نوفمبر عام 2005 وتعتمد على الأعمال التطوعية بصفة تامة من مذيعين ومعدين ومخرجين. لم يتم بثها على القمر الأوروبي (الهوت بيرد) حتى لا تكون على قمر واحد يعرض قنوات إباحية. وجاءت هذه القناة كنتيجة لرفض عرض أي قناة مسيحية على النايل سات. ترددها 10815-27500-عمودي

## برامجها
تتنوع برامج القناة بين تعليم الألحان القبطية، ودراسة الكتاب المقدس، عرض مسرحيات وأفلام دينية وبث مباشر للقداسات من كنائس مختلفة وأحيانًا تبث قداسات باللغة الإنجليزية من كنائس قبطية بالولايات المتحدة الأمريكية وكندا كما تعرض القناة برامج باللغة الإنجليزية لأبناء المهجر الذين لا يتحدثون العربية.

## أنظر أيضًا
- قناة سي تي في

## وصلات خارجية
- الموقع الرسمي